# Яркон (річка)
Яркон (івр. נחל הירקון, Nahal HaYarkon; араб. Nahr el-Auja) — річка в Ізраїлі, що починається біля стародавнього поселення Тель-Афек, на північ від Петах-Тікви. Вона протікає через кілька міст, зокрема Рамат-Ган, через парк Яркон та впадає у Середземне море біля Тель-Авіва. Це найдовша річка країни, що стікає у море, її довжина становить 27,5 км.
Річка розділяє рівнину Шарон і Центральну прибережну рівнину. По цій річці під час панування Османської імперії проходила межа вілаєту Бейрут.
Починаючи з 1950-х років річка стала дуже забрудненою, у чому перш за все звинувачують будівництво електростанції Редінг біля її гирла та будівництво Національного водоводу, яким велика частина води з річки подається до пустелі Неґев для іригації. В результаті стік річки зменшився, а надлишок стічних вод привів до руйнування екосистеми річки та зникнення великої частини прирічкової флори і фауни. Для запобігання цьому процесу у 1988 році була заснована Адміністрація річки Яркон, що відповідає за очищення річки, її відновлення та розвиток. В результаті були здійснені значні роботи з очищення річки та прирічкових районів, а природне середовище було здебільшого відновлене.

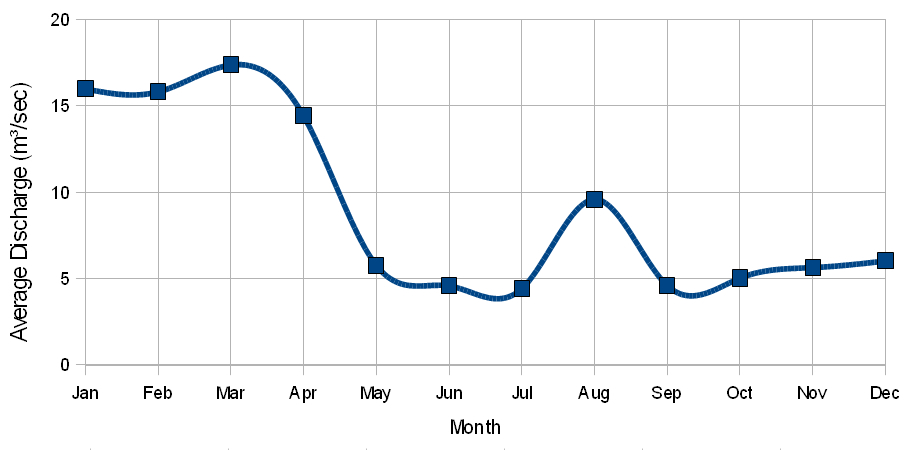
Середньомісячний стік річки за період 1969-1975 рр.
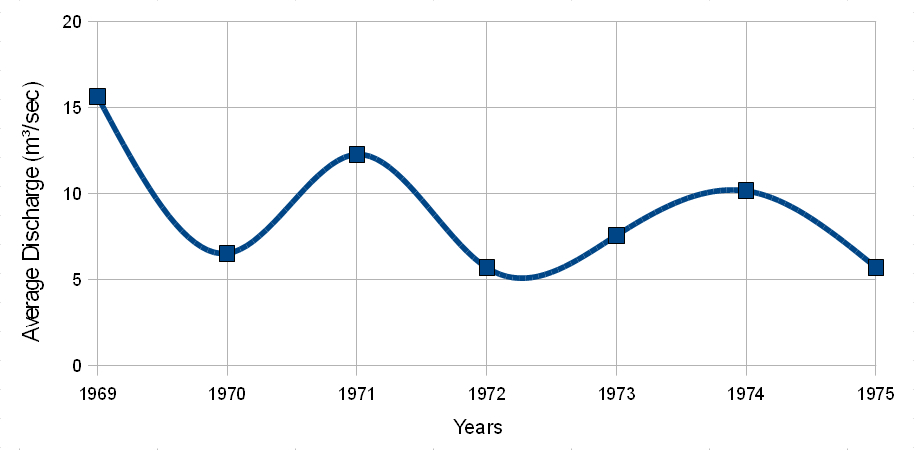
Середньорічний стік за період 1969-1975 рр.

## Ресурси Інтернету
- Yarkon River Authority [Архівовано 15 травня 2014 у Wayback Machine.] (івр.)